# Arnulf Priem
Arnulf Winfried Horst Priem (* 1948) ist ein deutscher Rechtsextremist, der eine Reihe von Organisationen gründete. Er galt lange Jahre als Bindeglied zur Rocker- und zur rechten neuheidnischen Szene.

## Leben
Arnulf Priem wuchs in der DDR auf und wurde 1967 in Ost-Berlin zu zweieinhalb Jahren Haft wegen „Unzucht“ und „staatsfeindlicher Propaganda“ verurteilt. 1968 kaufte ihn die Bundesrepublik frei. Er ließ sich in Freiburg im Breisgau nieder, wo er sich 1971 der Deutschen Volksunion anschloss. 1976 kandidierte er als Listenkandidat für NPD. Seine erste eigene Organisation gründete er 1974, die Kampfgruppe Priem. Diese Wehrsportgruppe, die Neonazis an der Waffe ausbildete, bestand bis 1984.
Priem, der ein Image als Rocker pflegt, zog 1977 nach West-Berlin und schloss sich der NSDAP-Aufbauorganisation als „Aktionsführer“ an. Nach Waffen- und NS-Propagandafunden bei einer Hausdurchsuchung wurde er zu einer Bewährungsstrafe verurteilt. Weitere Verurteilungen auf Bewährung folgten 1980 und 1982. 1980 war er Mitbegründer des Asgard-Bundes. 1984/85 war er wegen des Hissens einer Hakenkreuzfahne auf der Berliner Siegessäule inhaftiert. 1987 gründete er die Jugendabteilung Wotans Volk. Diese war eng mit der Gesinnungsgemeinschaft der Neuen Front verbunden. Jährlich erschien der Nordisch-Germanische Jahrweiser, ein Kalender mit Hinweisen auf „Ariertage“, heidnisches Brauchtum und Verherrlichung des Nationalsozialismus. Er kandidierte bei der Wahl zum Abgeordnetenhaus von Berlin 1989 für die Freiheitspartei, einen Zusammenschluss verschiedener rechtsextremer Politiker.
Zur Zeit des Berliner Mauerfalls und der Deutschen Wiedervereinigung unterstützte Priem Michael Kühnen, zu dem er seit den 1970ern Kontakt hatte. Als Neonaziführer etablierte er sich zunächst in der Nationalen Alternative und wurde 1992 Landesvorsitzender der Deutschen Alternative. Er war außerdem Mitglied im Rockerclub Vandalen – Ariogermanische Kampfgemeinschaft. Nach dem Tod von Kühnen übernahm er eine Führungsposition in der Gesinnungsgemeinschaft der Neuen Front, wurde jedoch 1994 verhaftet und 1995 zu dreieinhalb Jahren Haft wegen diverser Waffenfunde, Verunglimpfung des Staates und „Bildung eines bewaffneten Haufens“ verurteilt. Er galt während des Prozesses fälschlicherweise als „Verräter“ und verlor so zeitweise seine Reputation in der rechtsextremen Szene. Nach Verbüßung seiner Haftstrafe konzentrierte er sich eigenen Angaben nach auf seine Hühnerzucht. Es gab Berichte, dass er wie früher auf Flohmärkten mit Nazi-Devotionalien handele. Am 1. Oktober 2011 war er Redner auf einer von der Neonazi-Kameradschaft Hamm organisierten Demonstration. 2012 wurde Priems Wohnung in Berlin-Moabit durchsucht. Dabei beschlagnahmte die Polizei zwei scharfe Maschinenpistolen, einen Revolver, zwei Luftdruck-Pistolen und eine Softairwaffe.
Am 2. Juli 2021 kam es zu einer erneuten Hausdurchsuchung. Anlass war ein Siegelring mit Hitler-Motiv, den Priem in einer 2020 gesendeten ARD-Dokumentation zeigte.

## Bedeutung
Arnulf Priem galt bis zu seiner Verurteilung 1995 als einer der wichtigsten Neonaziführer und als eine der „‚schillerndsten‘ Randfiguren im deutschen Rechtsextremismus“. Als Kühnen-Getreuer, NSDAP-AO-Mitglied und durch die Gründung zahlreicher neuheidnischer Splittergruppen gilt er als einer der Wegbereiter einer Rechten Esoterik und der Verschmelzung mit der Rocker-Szene. Der Neonazi Kay Diesner und der Aussteiger Ingo Hasselbach unterhielten Verbindungen zu Priem.